# Kodina
La Kodina  (in russo Кодина?) è un fiume della Russia europea, affluente di destra dell'Onega. Scorre nell'Oblast' di Arcangelo, nei rajon Primorskij e Onežskij.

## Descrizione
Ha origine nelle paludi nella parte meridionale del distretto di Primorskij, circa 15 km a sud-ovest del lago Vojozero. Il fiume nel suo corso superiore scorre principalmente in direzione sud, poi, quando entra nel distretto Onežskij, volge a sud-ovest. L'insediamento di Kodino si trova nella parte inferiore del fiume. La foce del fiume si trova nel punto in cui l'Onega è diviso in due canali (la Kodina sfocia in quello orientale, la Bol'šaja Onega), non lontano dal villaggio di Bol'šoj Bor. Ha una lunghezza di 183 km, il suo bacino è di 2 700 km².
Il suo maggior affluente è la Vyčera (lunga 97 km) proveniente dalla destra idrografica.